# أليكسا يانكوفيتش
أليكسا يانكوفيتش (بالسيريلية الصربية: Алекса Јанковић) هو لاعب كرة قدم صربي، ولد في 12 أبريل 2000 في بوزرفاك (صربيا) في صربيا.

## وصلات خارجية
- أليكسا يانكوفيتش على موقع الاتحاد الأوربي (الإنجليزية)
- أليكسا يانكوفيتش على موقع قاعدة بيانات كرة القدم.إي يو (الإنجليزية)
- أليكسا يانكوفيتش على موقع بيانات كرة القدم. دي إي (الألمانية)
- أليكسا يانكوفيتش على موقع Soccerbase.com (لاعب) (الإنجليزية)
- أليكسا يانكوفيتش على موقع Soccerway.com (الإنجليزية)
- أليكسا يانكوفيتش على موقع عالم كرة القدم.نت (الإنجليزية)